# Michael Zürn ml.

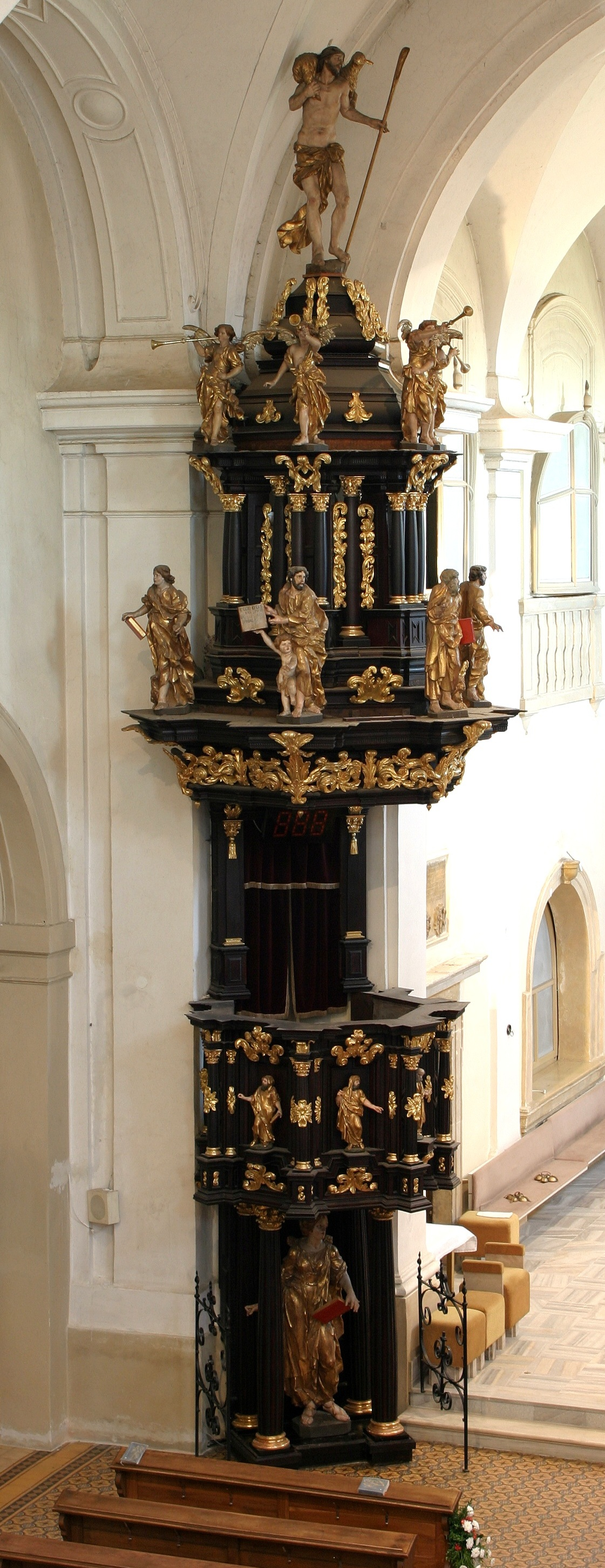
Kazatelna Konice

Michael Zürn ml. (18. února 1654, Wassenburg – 1698, Pasov) byl německý barokní sochař, příslušník sochařské rodiny Zürnů, působící na území jihovýchodní Moravy a Bavorska.

## Život
Olomoucký sochař, syn Davida Zürna st. (asi 1598–1666), a bratr Františka Zürna st. (1630–1707), příslušníků významné hornorakouské sochařské rodiny, která po přesídlení do Olomouce po polovině 17. století zde založila rodinnou sochařskou tradici. Dalšími sochaři olomoucké větve byli jeho synovci, František Zürn ml. (asi 1658–1714) a David Zürn nejml. (1665 – po 1730). Michael se narodil ve Wasserburku nad Innem, vyučil se v otcově dílně a pak se vydal na zkušenou. Jeho uměleckou dráhu můžeme rozdělit do dvou základních období, na období moravské a bavorské.

## Dílo

### Moravské období
Z jeho moravského období se na Moravě zachovalo poměrně málo děl. 10. března 1671 najdeme v olomouckých listinách první zmínku o Michaelovi ml. přicházejícího ke svému staršímu bratru Františku do Olomouce jako tovaryš.
Důležitá je kazatelna vytvořená pro klášter Hradisko u Olomouce (1675–1676). Dnes se nachází v konickém farním kostele (převezena 1721). Další práce, byla vytvořena pro kostel na Svatém Kopečku u Olomouce v letech 1678–1679. Vytvořil zde figurální výzdobu ke kazatelně a figury evangelistů. Sochy z kazatelny byly později přesunuty do kostela Panny Marie Sněžné v Olomouci.
Několik prací přebral svému bratrovi Františkovi, jednalo o dva oltáře: jeden pro řádový kostel bernardinů, druhý tzv. oltář Tengeltův ve farním kostele sv. Mořice v Olomouci.
Další zakázka, tři kamenné plastiky nad portálem řádového kostela Všech Svatých, byly původně zhotoveny Františkem starším, ale objednavatel, augustiniánský probošt Augustin Karásek, je nechal znovu zhotovit v roce 1681.
Mariánský sloup stojící před cisterciáckým klášterem na Velehradě (kolem 1680–1681).
Dále kamenná skulptura s námětem Ecce homo ze Samotišek a cyklus antických postav ve výklencích kolonády Květné zahrady v Kroměříži.

### Bavorské období
Roku 1681 se usadil v Gmunden am Traunsee. Roku 1682 získal objednávku pro benediktinský klášter v Kremsmünsteru od opata Erenberta na osm andělů v životní velikosti; čtyři klečící andělé byli určeni pro dva boční oltáře a čtyři stojící andělé pro dva východní oltáře v bočních lodích. V roce 1686 obdržel objednávku na dalších osm stojících andělů pro vedlejší oltáře v Kremsmünsteru.
Již roku 1687 získal další objednávku opět od benediktinského kláštera: mramorový erb nad portálem kostela a sochu Salvatora mundi na fasádě kostela. Z dalších zápisů z roku 1688 vyplývá, že pro Kremsmünster ještě vytvořil šest obrazových rámů. Thieme-Becker uvádí další připsané práce: dřevěné sochy sv. Alžběty a Zachariáše ve farním kostele v Gmundenu a sv. Floriana a sv. Jiří ve farním kostele v Altmünsteru.
V roce 1692 zde koupil dům a dílnu, ale nezaznamenal zřejmě žádný úspěch, roku 1696 byl jeho dům dán do dražby a musel se vystěhovat. To je také poslední zmínka o něm. Jeho sochařská praxe vychází z delší dílenské tradice. V drapériích jeho figur lze rozpoznat vlivy bavorského sochařství, především z uměleckého centra Mnichova a také z Augsburgu, které si zakládá na použití barevných polychromií. Zde patrně poznal díla manýristů Gerharda, Reichla, Krumppera a de Vriese, která měla na jeho tvorbu nesporný vliv.

## Charakteristika stylu
Na sochách můžeme pozorovat hladké plochy, které jsou protínány chvějivými záhyby měkce modelované drapérie, což působí velice životným dojmem. Detaily obličejů soch jsou plasticky promodelovány a nepostrádají výrazovou složku, která bývá podpořena jemnými gesty a pohybem postav.
Zürnův zcela zásadní přínos tkví ve způsobu vytváření drapérie, který popírá tělesné formy. Práce s drapérií prochází určitým vývojem. Masivní, jasné a přehledné záhyby jsou patrné u konické kazatelny. S pokračujícím vývojem se zvyšuje schopnost reprodukovat dojem opravdovosti, záhyby jsou živější, shluky záhybů a jejich průběh stále rafinovanější. Jeho umění je skutečně projevem exprese.
V pozdějším období ztrácejí drapérie na živosti a budou sloužit k rozčlenění ploch a podmalování těla. Z dřívějšího kontrastu mezi tělem a drapérií nic nezůstalo.
Na svých prací patrně pracoval se svým bratrem Davidem, není vždy jednoznačně určeno autorství.

## Seznam děl
- Kazatelna, 1675–1676, kostel Narození Panny Marie, Konice.Anděl B., Kostel Narození Panny Marie, Konice

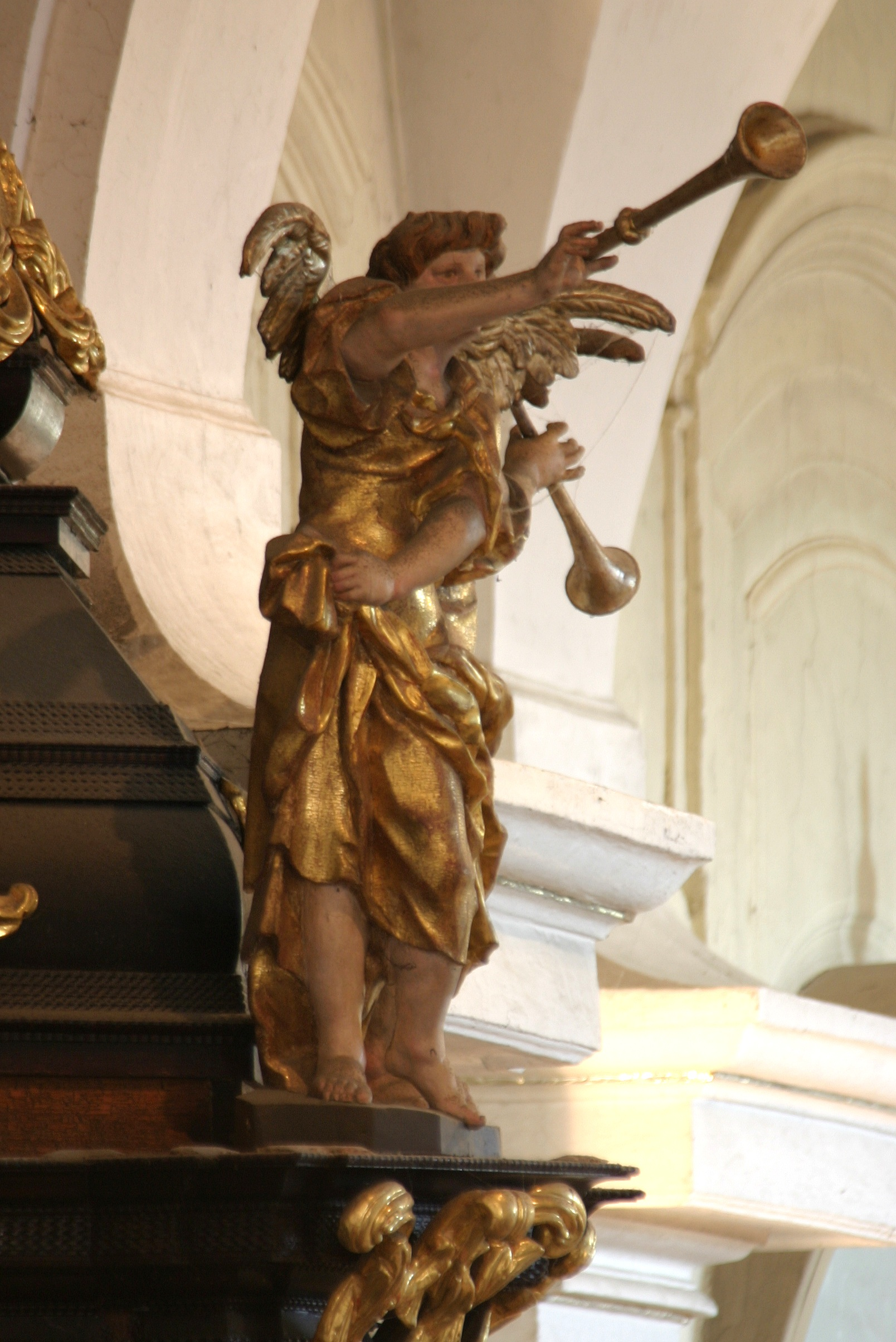
Anděl B., Kostel Narození Panny Marie, Konice

  - Moudrost, sv. Tomáš, sv. Pavel, sv. Petr, sv. Bartoloměj, sv. Juda
  - sv. Jan, sv. Matouš, sv. Marek, sv. Lukáš
  - Anděl A s pozounem, Anděl B s pozounem, Anděl C s pozounem, Anděl D s pozounem
  - Pastor Bonus
- Salvator mundi, 1678, nika severního schodiště u kněžiště v kostele na Svatém Kopečku.
- 4 církevní doktoři – Řehoř, Jeroným, Ambrož a Augustin, boční oltáře v kostele Panny Marie Sněžné v Olomouci.
- Alegorické postavy základních křesťanských ctností: Láska, Víra, Naděje, kostel na Svatém Kopečku, 1678-79.Pastor Bonus

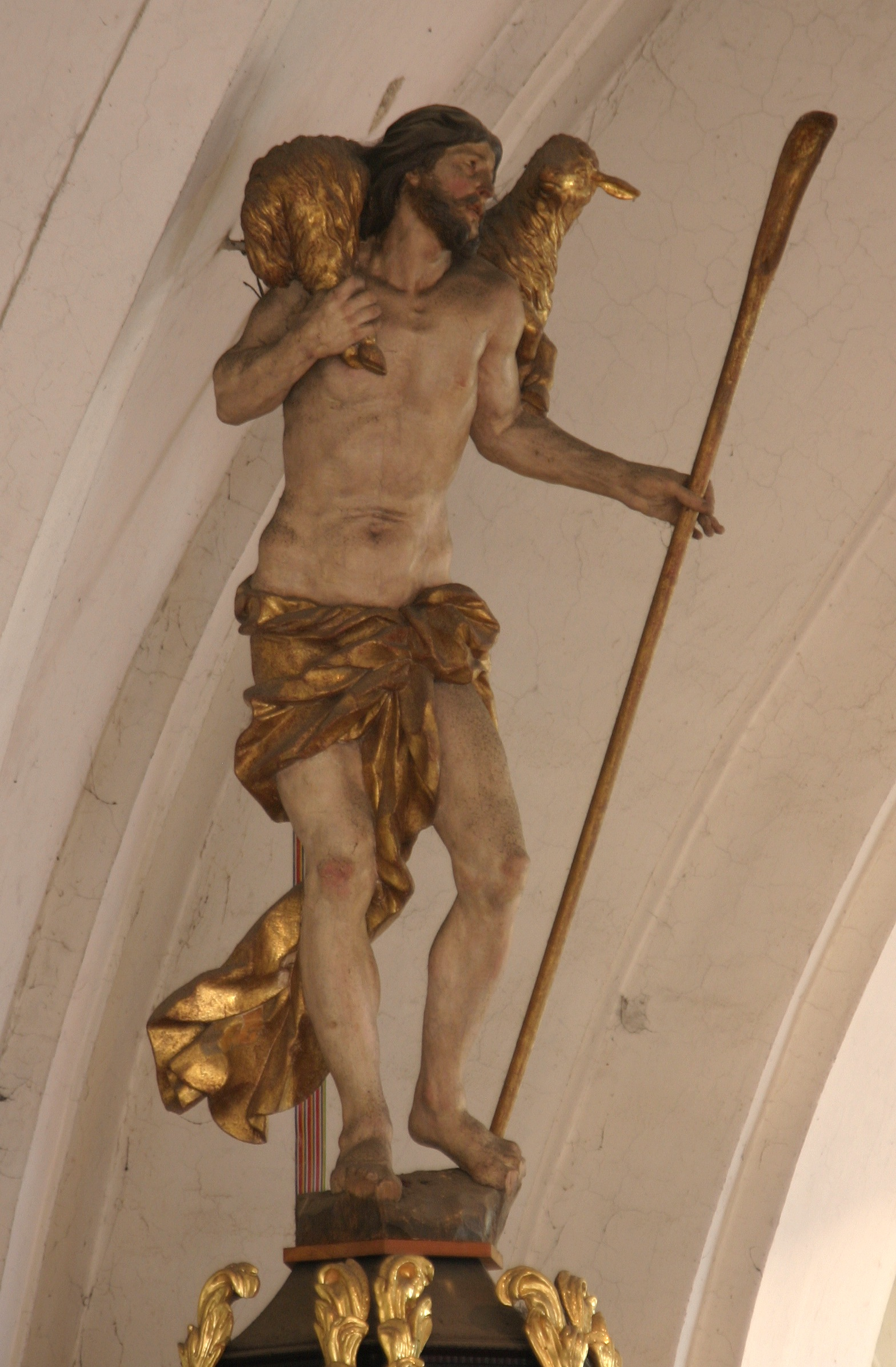
Pastor Bonus

- Mariánský sloup stojící před cisterciáckým klášterem na Velehradě, kolem 1680–81.
- Mariánský sloup stojící na Velkém náměstí v Kroměříži, kolem 1680–81.
- Osm andělů, 1682, pro benediktýnský klášter v Kremsmünsteru.
- Osm stojících andělů, 1686, pro vedlejší oltáře v Kremsmünsteru.
- Sochu Salvatora mundi, 1687 pro benediktýnský klášter v Kremsmünsteru.
- Mramorový erb, 1687, pro benediktýnský klášter v Kremsmünsteru.
- sv. Alžběty a Zachariáše, 1688, farní kostel v Gmundenu.Sv. Marek

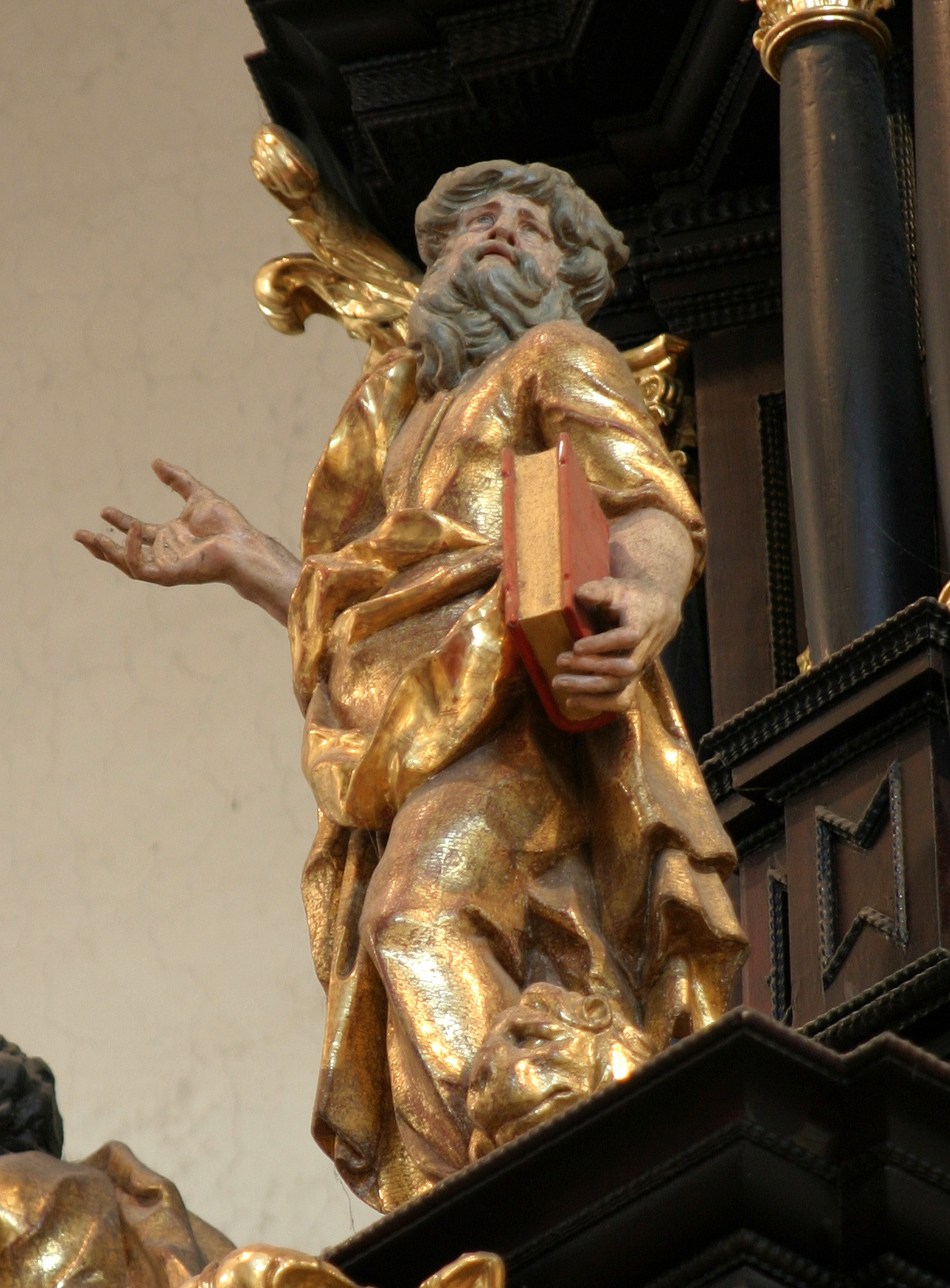
Sv. Marek

- sv. Floriana a sv. Jiří, 1688, farní kostel v Altmünsteru.